# Kunhuta Švábská (východofranská královna)
Kunhuta Švábská  (880? – 10. století?) byla východofranská královna, manželka Konráda I. Mladšího. O jejím životě se dochovalo jen velmi málo zdrojů.
Byla dcerou Bertholda Švábského z rodu Ahalolfingů a jeho manželky Gisely. Jejím prvním manželem byl bavorský markrabě Luitpold Korutanský. Ze svazku vzešli synové Arnulf Bavorský a jeho nástupce Eberhard Bavorský. V roce 907 Kunhuta ovdověla. V roce 913 se podruhé provdala za východofranského krále Konráda Mladšího. Podle některých historiků zemřela 7. února 915. Německý historik Hans Constantin Faußner byl však toho názoru, že zemřela podstatně později a svého druhého manžela přežila.